# یان بوکانان
یان بوکانان (انگلیسی: Ian Buchanan؛ زادهٔ ۱۶ ژوئن ۱۹۵۷) یک هنرپیشه اهل بریتانیا است. وی از سال ۱۹۸۶ میلادی تاکنون مشغول فعالیت بوده‌است.
از فیلم‌ها یا برنامه‌های تلویزیونی که وی در آن نقش داشته است می‌توان به اتاق پناهگاه اشاره کرد.